# Lisa Fabre
Lisa Fabre, född 1967, är en svensk programledare, skådespelare och författare. Hon har även arbetat som "livscoach".

## Biografi
Under 1990-talet var Fabre programledare för det mångkulturella TV-programmet Mosaik och syntes som skådespelare i TV-serien Vänner och fiender. 1998 berättade hon öppenhjärtigt om sina "ungdomssynder" i en intervju med tidningen Café, en period när hon även hade problem med anorexi.
Senare har hon arbetat som "livscoach" och författare. 2003 presenterade hon, i samarbete med Gunnel Ginsburg, boken Rum för dig: bli den du egentligen är. Tre år senare kom Mamma pappa barn.

## Filmografi (urval)
- 1996 – Vänner och fiender
- 2000 – Naken